# Cynthia Denzler
Pour les articles homonymes, voir Denzler.
Cynthia Jennifer Denzler, surnommée « Cici », est une skieuse alpine née le 12 mai 1983. Née à Santa Ana aux États-Unis de parents suisses, elle obtient également la nationalité colombienne. C'est la première représentante de la Colombie lors de Jeux olympiques d'hiver.

## Vie personnelle
De parents suisses, elle naît le 12 mai 1983 à Santa Ana, dans l'état de Californie aux États-Unis. Elle apprend à skier dans le club de ski de Gryon en Suisse. En junior, elle remporte plusieurs courses FIS en Italie, en France et en Suisse, mais une grave blessure à la cheville droite en 2005 l'éloigne des pistes pendant quelque temps. Elle acquiert le passeport colombien avant le début de la saison 2007/08 grâce au fait que son père soit citoyen de ce pays par naturalisation.

## Carrière sportive
En 2009, elle prend part à sa première compétition internationale majeure : les Championnats du monde à Val d'Isère, où ne termine aucune course.
Elle participe aux Jeux olympiques d'hiver de 2010 à Vancouver au Canada en ski alpin. Elle participe aux épreuves de slalom et de slalom géant qui se déroulent les 24 et 26 février. Elle obtient la 51e place en slalom et ne termine pas le slalom géant.
Elle est la première représentante de la Colombie aux Jeux olympiques d'hiver. À cette occasion, elle déclare que « C'est la première fois que la Colombie a quelqu'un qui la représente lors des Jeux olympiques d'hiver, et c'est un honneur d'être cette personne ». Lors des cérémonies d'ouverture et de clôture de ces Jeux, elle est la porte-drapeau de son pays étant la seule athlète de la délégation colombienne,.